# 旧吉野川
旧吉野川（きゅうよしのがわ）は、徳島県を流れる吉野川水系の主要河川。

## 歴史
かつては吉野川の本流であったが、1672年に蜂須賀綱通によって行われた、吉野川とかつて存在した別宮川とを最短距離で繋げる治水事業によって、別宮川へと川の流れが変わり、現在の旧吉野川に当たる河川の水量は激減した。
水量は激減によって、これまで大量の水によって押さえ込まれていた海水が、満潮時や河川の渇水時などに河川や地下水に流入するようになった。水不足に加え、塩害が頻繁に起こり、米をはじめとする農作物が育たなくなり、収穫量が激減、農民が脱走する事例が相次いだ。
徳島藩は農民から窮状の訴えを受け、これを解消するために吉野川第十堰を設置した。以降、流量を確保できるようになり、農業生産高も回復していった。
1932年（昭和7年）に、これまでの別宮川へと流れる河川を「吉野川」に、吉野川第十堰地点から流れ込んでいた吉野川を「旧吉野川」に名称が改められ、今日に至っている。
1973年には、早明浦ダムの建設に関連して潮止めとして旧吉野川河口堰の建設が着手され、1975年に河口堰が完成した。

## 水質
環境基準をほぼクリアしており、多種の魚が生息しており、釣りのスポットとなっている。しかし、近年は汚濁物質量が増加している。

## 主な支流
- 本村川（直道川）
- 宮川内谷川
- 黒谷川
- 大坂谷川
- 中央谷川
- 富ノ谷川
- 寺前谷川
- 正法寺川
- 板東谷川
- 今切川
- 樋殿谷川
- 第二大谷川
- 大谷川
- 鍋川
- 喜来中須入江川
- 撫養川

## 親水施設
- 三ツ合公園 - 北島町。今切川との合流付近にある親水公園。
- 向喜来緑地 - 松茂町。流域にある緑地。
- ふれあいきゅうない公園 - 松茂町。向喜来緑地に隣接した公園。

## 流域の自治体
徳島県
板野郡上板町・板野町・藍住町・北島町・松茂町
鳴門市